# 黃季敏
黃季敏（1952年4月4日—），台灣消防官員，2003年至2009年擔任消防署署長，於2002至2006年間在「UH1H直昇機監控派遣監控系統」等九項採購案，收賄一千九百廿四萬元，2012年被查獲遭收押。

## 生平
黃季敏父親為早年警界高官退休。黃季敏本人是民國59年畢業於台中一中，中央警察大學學士，南華大學生死學研究所人文學碩士，中央警察大學犯罪防治研究所博士班；2004年9月1日，獲頒中央警察大學第一屆傑出校友。

### 經歷
- 臺北市政府消防局消防大隊分隊長、副中隊長
- 臺北市政府警察局大安分局警備隊長
- 內政部警政署保安警察第四總隊後勤組組長
- 中央警察大學災害防救學院籌備處主任
- 內政部消防署署長、副署長
- 2002至2006年在「UH1H直昇機監控派遣監控系統」等九項採購案，收賄一千九百廿四萬元，在2009年八八水災救援行動時，其涉貪賄的通訊系統失靈，隨後以患病為由申請退休獲准，當時的內政部長江宜樺批示「勉予同意，安心養病，為國珍重」。
- 2011年5月27日起，獲台塑集團聘用為總管理處副總經理兼麥寮廠區總廠長
- 2012年黃因涉嫌於消防署長任內貪污而被收押禁見。

### 貪污案件
黃季敏於2002至2006年間在「UH1H直昇機監控派遣監控系統」、「防救災專用衛星通訊系統及現場通信救災指揮車暨整合平台建置案」等九項採購案，收賄一千九百廿四萬元，在2009年八八水災救援行動時，其涉貪賄的通訊系統失靈，不久後在災害應變中心向當時的行政院副院長邱正雄報告時突然昏倒送醫，馬英九總統隨即前往探視，使他贏得救災英雄的美名，黃後來就以健康因素申請退休獲准，當時的內政部長江宜樺批示「勉予同意，安心養病，為國珍重」。2012年被發現涉嫌於消防署長任內貪污而被收押禁見。地檢署於2012年8月29日清晨在黃季敏於信義區的豪宅中進行搜查，查獲30～40個進口名牌包，與19塊金條，重達16公斤，另外消防署在2005年三月以「救災指揮車」名義，透過和泰汽車公司進口LEXUS LS430轎車及LX470休旅車各一輛，LS430轎車至今一次都沒有出勤過，就停在消防署停車場養了半年的蚊子；LX470休旅車則以指揮車的名義充當署長黃季敏座車，當時市價高達三百一十五萬元。黃季敏任內辦理的4項「防救災專用衛星通訊系統及現場通信救災指揮車暨整合平台建置案」，除2004年第一案為公開招標，後續3次的增購案皆改為限制性招標，最後只有台灣國際標準電子股份有限公司投標，決標金額與消防署預算金額，兩者竟僅僅只差7千元。
消防界人士指出，黃季敏長袖善舞深得長官歡心，對長官交辦任務使命必達，溝通協調能力傑出，屬公關型首長；也利用職權擴大觸角與政商人士「交陪」，任內就傳出他涉嫌收賄，部分基層消防員甚至替他取了個「生意人」的綽號。也有消防同仁指出，黃季敏工作認真，常很早出門上班，下班後還帶公文回住處加班；他對下屬採威權領導，要求苛刻，有時會監視下屬辦公，對不合要求的人不假詞色。一名曾在他麾下的官員作證時曾批評黃季敏是「酷吏」。
有媒體指出黃季敏是前台聯大老的愛將。對此，前立委邱毅表示，大力提拔黃季敏擔任消防署長的就是曾於國民黨執政時擔任的內政部長黃昆輝，黃昆輝表示根本不認識黃季敏，擔任內政部長期間，也從未聽聞黃季敏，已向台北地院提出告訴，要求邱毅道歉並賠償名譽損失，但也有媒體指出立法院長王金平也曾力薦可見其政商人之人脈。事發後，黃季敏兒子黃郁升滯留海外遲遲未歸，黃郁升於馬英九競選總統時，曾多次擔任競選總部志工，檢方掌握他暗中幫父親在海外洗錢，出境到中國大陸後，已輾轉飛到美國躲藏。。
台北地檢署於2012年12月25日偵查終結，認定黃季敏自2002至2006年在「UH1H直昇機監控派遣監控系統」等九項採購案，收賄一千九百廿四萬元，依貪汙、圖利、收賄、洗錢、偽造文書、違反政府採購法等罪起訴黃季敏、胞兄黃文宙、消防署官員及廠商共計十二人，包括黃季敏、黃文宙、消防署視察蔡木火、杜汪濤、空勤總隊組長王啟通、前空消隊技士張瑞源及前消防署科員羅財全、廠商王經武、陸重光、鍾素梅、邱蒼民、許暉騰。另黃季敏之子黃郁昇涉嫌協助父親洗錢約六千萬元，遭檢方通緝。黃郁昇於2013年9月返國，因犯罪嫌疑不足，台北地檢署予以不起訴處分
台北地院審理5年多，2017年7月3日宣判，黃季敏被依貪汙等罪判刑18年，褫奪公權8年，可上訴。

## 荣誉

### 中华民国勋章奖章
- 三等功绩奖章（行政院，2009年10月27日颁发[16]）

## 家庭
一家都參與圍標，當任人頭、擔任白手套。
- 兄：黃文宙
- 姊：黃聰琴
- 妻子：陳素霞
- 女兒
- 兒子：黃郁升

## 備註
1. ↑  .   [2013-03-02]. （原始内容存档于2012-09-01）.
2. ↑  .   [2013-03-02]. （原始内容存档于2012-09-01）.
3. ↑  .   [2013-03-02]. （原始内容存档于2016-03-05）.
4. ↑   (PDF).   [2013-03-02]. （原始内容 (PDF)存档于2016-03-04）.
5. ↑  . Ettoday. 2012-12-28  [2013-03-02]. （原始内容存档于2019-06-29）.
6. ↑  . 中廣新聞. 2012-12-26  [2012-12-26]. （原始内容存档于2012-12-13）.
7. ↑  . 自由時報. 2012-10-25  [2013-03-04]. （原始内容存档于2015-12-08）.
8. ↑  . 自由時報. 2012-09-10  [2013-03-04]. （原始内容存档于2015-11-24）.
9. ↑  .   [2012-12-26]. （原始内容存档于2016-03-04）.
10. ↑  . 中時電子報. 2012-12-26. （原始内容存档于2012-12-31）.
11. ↑  . 自由時報. 2012-12-26  [2013-04-19]. （原始内容存档于2013-02-01）.
12. ↑  . 自由時報. 2012-12-26  [2013-03-02]. （原始内容存档于2012-09-05）.
13. ↑  . 中央社. 2012-12-26  [2012-12-31]. （原始内容存档于2017-07-01）.
14. ↑  . nownews. 2012-09-01  [2012-09-01]. （原始内容存档于2012-11-04）.
15. ↑  . 風傳媒. 2017-07-03  [2017-07-04]. （原始内容存档于2020-12-05）.
16. ↑  . 行政院. 2009-10-27  [2021-12-20]. （原始内容存档于2021-12-20）.
17. ↑  . 中國時報. 2012-12-18. （原始内容存档于2012-12-13）.

## 外部連結
| 官衔           | 官衔                                         | 官衔          |
| -------------- | -------------------------------------------- | ------------- |
| 中華民國行政院 |                                              |               |
| 前任： 趙鋼    | 內政部消防署署長 第四任 2002年9月—2009年10月 | 繼任： 葉吉堂 |